# 179 (число)
Вижте пояснителната страница за други значения на 179.
179 (сто седемдесет и девет) е просто, естествено, цяло число, следващо 178 и предхождащо 180.
Сто седемдесет и девет с арабски цифри се записва „179“, а с римски цифри – „CLXXIX“. 179 е на 41-во място в реда на простите числа (след 173 и преди 181). Числото 179 е съставено от три цифри от позиционните бройни системи – 1 (едно), 7 (седем), 9 (девет).

## Общи сведения
- 179 е нечетно число.
- 179-ият ден от годината е 28 юни.
- 179 е година от Новата ера.